# ASKÖ Stinjaki
ASKÖ Stinjaki, odnosno "nogometni klub Stinjaki" je nogometni klub iz Austrije, iz Stinjaka.
Klub je oko kojeg se okupljaju gradišćanski Hrvati, hrvatska manjina u Austriji.

## Klupski uspjesi
- gradišćanskohrvatski nogometni kup: 
prvaci: 2012.
doprvaci:
- gradišćanska liga:
- gradišćansko prvenstvo u malom nogometu: